# Michael Gross (Journalist)
Michael Gross (* 16. Juli 1952 in New York City) ist ein US-amerikanischer Schriftsteller und Journalist.

## Ausbildung
Bis 1970 besuchte Gross die South Side High School in Rockville Centre – dieselbe Schule, an der später auch Howard Stern seinen Abschluss machen sollte. Anschließend studierte Gross am Vassar College und machte dort seinen B.A. in Geschichte.

## Werke
Sein jüngstes Buch Rogues' Gallery: The Secret History of the Moguls and the Money That Made the Metropolitan Museum, im Mai 2009 erschienen bei Broadway Books, ist eine nicht autorisierte Sozialgeschichte des Metropolitan Museum of Art. Die FAS schrieb dazu: „Sein Buch wird totgeschwiegen.“
Davor veröffentlichte Gross 740 Park Avenue: The Story of the World's Richest Apartment Building (Broadway Books, 2005) sowie Genuine Authentic: The Real Life of Ralph Lauren (HarperCollins, 2002) und My Generation: Fifty Years of Sex, Drugs, Rock, Revolution, Glamour, Greed, Valor, Faith and Silicon Chips (Cliff Street Books, 2000). Sein Werk Model: The Ugly Business of Beautiful Women (William Morrow, 1995) erschien auf der Bestsellerliste der New York Times.
Gross schreibt regelmäßig für die Zeitschrift Travel and Leisure; er war Gastredakteur für das Blog gawker.com und Kolumnist für die philanthropische Zeitschrift Contribute. Gross schrieb häufig für die The New York Times, New York, Esquire, GQ, Vanity Fair, Town & Country und The Times. Zu Beginn seiner Karriere schrieb Gross über Rockmusik und war Chefredakteur des Rock Magazine. 1978 war er Redakteur der Fire Island News, einer Wochenzeitung einer New Yorker Sommerkolonie. Er begann dann für Photo District News über Modefotografie zu berichten und schrieb schließlich die Kolumne „Fashion Statements“ für Manhattan, Inc., eine kurzlebiges Fachzeitschrift. Nach Jahren im Modejournalismus berichtete er für die Zeitschrift New York über die Welt der Reichen und Berühmten. 2000 war er für kurze Zeit verantwortlicher Redakteur bei der politischen Zeitschrift George; 2002 schrieb er die Klatschspalte „The Word“ für die New York Daily News. Seit 2003 ist er Redakteur für das Bergdorf Goodman Magazine.
Gross ist verheiratet mit der Modeschöpferin Barbara Hodes und wohnt seit Jahren in Manhattan, einen Block südlich des Central Park.

## Familie
Seine Schwester Jane Gross ist ehemalige Reporterin für die New York Times, wo auch er als Reporter und Kolumnist gearbeitet hat. Ihr Vater Milton Gross war ebenfalls Journalist und Schriftsteller.